# Johannes Callsen

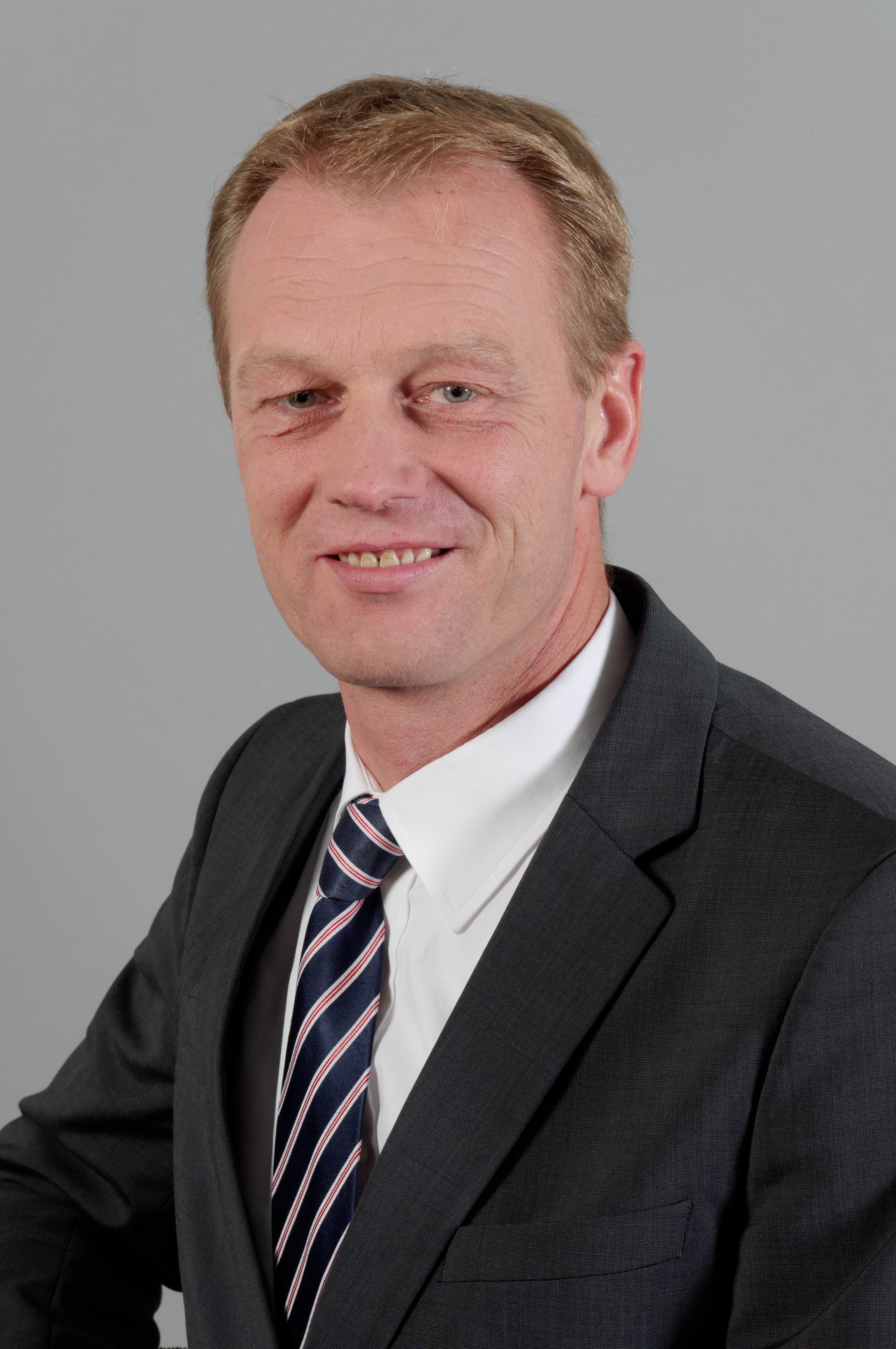
Johannes Callsen (2013)

Johannes Callsen (* 14. April 1966 in Langdeel) ist ein deutscher Politiker (CDU). Er war von 2005 bis 2022 Abgeordneter des Schleswig-Holsteinischen Landtages. Seit 2022 ist er Dänemark-Bevollmächtigter der Landesregierung von Schleswig-Holstein.

## Leben und Beruf
Seit 1982 übt Johannes Callsen nebenberufliche Tätigkeiten als freier Journalist und Autor aus.
Nach dem Abitur 1985 am Gymnasium in Satrup begann Callsen eine Ausbildung für den gehobenen Verwaltungsdienst bei der Stadt Kappeln. Parallel dazu absolvierte er ein Studium an der Verwaltungsfachhochschule Kiel-Altenholz, welches er 1987 als Diplom-Verwaltungswirt (FH) beendete. Anschließend war er bis 1990 als Beamter für die Stadt Kappeln und von 1990 bis 1993 für den Kreis Schleswig-Flensburg als stellvertretender Leiter des Kreiskulturamtes tätig. Danach arbeitete Callsen für den Zeitraum von einem Jahr als Assistent des Bundestagsabgeordneten Wolfgang Börnsen. Im November 1994 trat er ein Amt als Pressereferent der Industrie- und Handelskammer zu Kiel an, welches er bis April 2005 innehatte.
Callsen hat zwei Kinder und ist evangelischer Konfession.

## Politik
1986 trat Johannes Callsen in die CDU ein. Von 1990 bis 1996 war er Gemeindevertreter seines Heimatortes Mohrkirch. Seit 1994 gehört er dem CDU-Kreisvorstand Schleswig-Flensburg an, dessen Vorsitz er 2006 übernahm.
Von 1996 bis 1998 war er bürgerliches Mitglied der CDU-Kreistagsfraktion und parallel dazu bis 2006 Vorsitzender des CDU-Bezirksverbandes Süderbrarup.
1998 war Callsen als Abgeordneter im Kreistag des Kreises Schleswig-Flensburg tätig. Im gleichen Jahr trat er das Amt des Vorsitzenden des Kreis-Kulturausschusses Schleswig-Flensburg an, welches er bis 2008 ausführte.
Überdies war er von 2000 bis 2012 Mitglied im CDU-Landesvorstand von Schleswig-Holstein. Im Jahr 2003 bis Mai 2005 war er stellvertretender Vorsitzender der CDU-Kreistagsfraktion Schleswig-Flensburg und Mitglied im Hauptausschuss des Kreistages.

## Abgeordneter
Seit der 16. Wahlperiode (2005) ist Johannes Callsen Abgeordneter des Schleswig-Holsteinischen Landtages.
In seiner Ersten Wahlperiode war er Mitglied im Petitions- und Wirtschaftsausschuss und stellvertretendes Mitglied des Ausschusses zur Vorbereitung der Wahl der Mitglieder des Landesverfassungsgerichts und des Finanzausschusses.
2009 wurde er für die 17. Wahlperiode erneut in den Landtag gewählt, übernahm den stellvertretenden Fraktionsvorsitz und war Mitglied im Wirtschaftsausschuss, sowie stellvertretendes Mitglied im Innen- und Rechtsausschuss. Am 18. August 2011 wurde er als Nachfolger von Christian von Boetticher zum Vorsitzenden der CDU-Fraktion gewählt.
Er blieb in die 18. Wahlperiode hinein bis Oktober 2014 in dem Amt als Fraktionsvorsitzender und Oppositionsführer. Während dieser Zeit war er Vorsitzender im Ausschuss zur Vorbereitung der Wahl der Mitglieder des Landesverfassungsgerichtes, Mitglied im Ältestenrat und von März 2013 bis März 2014 Vorsitzender des Parlamentarischen Einigungsausschusses.
Bei den Wahlen für die 18. Wahlperiode im Mai 2012, wurde er ein drittes Mal in den Schleswig-Holsteinischen Landtag gewählt und war bis zum Ende der Wahlperiode für die CDU-Fraktion wirtschaftspolitischer Sprecher.
Bei der Wahl 2005 zog Johannes Callsen mit 46,1 Prozent der Erststimmen als direkt gewählter Abgeordneter des Wahlkreises Schleswig in den Landtag ein. 2009 und 2012 gewann er den Wahlkreis jeweils mit 38,7 Prozent.
Bei der Landtagswahl 2017 zog Callsen mit 38,1 Prozent der Erststimmen als direkt gewählter Abgeordneter des Wahlkreises Schleswig für die 19. Wahlperiode erneut in den Landtag ein und war stellvertendes Mitglied im Finanzausschuss. Er war von 2017 bis 2022 Beauftragter des Ministerpräsidenten in Angelegenheiten nationaler Minderheiten und Volksgruppen, Grenzlandarbeit und Niederdeutsch.
Bei der Landtagswahl 2022 zog Callsen mit 41,1 Prozent der Erststimmen erneut als direkt gewählter Abgeordneter des Wahlkreises Schleswig in den Landtag ein.
Im Zuge der Bildung des Kabinetts Günther II wurde er am 29. Juni 2022 zum Dänemark-Bevollmächtigter in der schleswig-holsteinischen Landesregierung ernannt. Im Zuge dessen legte er sein Landtagsmandat nieder.

## Gesellschaftliches Engagement
Von 1986 bis 2007 war Callsen Vorsitzender des Kulturvereins Mohrkirch e. V. Den Vorsitz bekleidete er ebenfalls von 1998 bis 2008 im Kuratorium der Kulturstiftung des Kreises Schleswig-Flensburg.
Seit 1990 ist er Mitglied im Beirat des Heimatvereins der Landschaft Angeln. Seit 2006 ist er Vorsitzender der Arbeitsgemeinschaft Volkskundlicher Sammlungen im Kreis Schleswig-Flensburg e. V. und von 2006 bis 2018 war er Vorstandsmitglied beim Deutschen Grenzverein und der Europäischen Akademie.

## Nachweise
1. ↑  Johannes Callsen ist neuer CDU-Fraktionschef in Kiel. In: Die Welt. 18. August 2011, abgerufen am 15. April 2020.
2. ↑  Landtagswahl in Schleswig-Holstein am 7. Mai 2017. (PDF) Gewählte Bewerberinnen und Bewerber in den Wahlkreisen. Statistisches Amt für Hamburg und Schleswig-Holstein, S. 5, abgerufen am 15. April 2020.
3. ↑  Schleswig-Holsteinischer Landtag: Landtagsinformationssystem Schleswig-Holstein. In: Landtagsinformationssystem Schleswig-Holstein. Schleswig-Holsteinischer Landtag, 18. Februar 2022, abgerufen am 18. Februar 2022.
4. ↑  Schleswig-Holsteinischer Landtag: Fünf Abgeordnete verpflichtet. Schleswig-Holsteinischer Landtag, 30. Juni 2022, abgerufen am 4. Juli 2022.
5. ↑  AG Volkskundliche Sammlungen des Kreises Schleswig-Flensburg e. V. Abgerufen am 18. Februar 2022.

| Personendaten    | Personendaten                  |
| ---------------- | ------------------------------ |
| NAME             | Callsen, Johannes              |
| KURZBESCHREIBUNG | deutscher Politiker (CDU), MdL |
| GEBURTSDATUM     | 14. April 1966                 |
| GEBURTSORT       | Langdeel                       |